# Pavel Gross
Pavel Gross (* 11. Mai 1968 in Ústí nad Labem, Tschechoslowakei) ist ein ehemaliger deutsch-tschechischer Eishockeyspieler und heutiger -trainer, der seit Mai 2023 beim HC Sparta Prag in der höchsten tschechischen Spielklasse unter Vertrag steht, für den er auch als Spieler drei Jahre lang aktiv war. Davor stand er von 2018 bis März 2022 als Cheftrainer bei den Adlern Mannheim in der DEL unter Vertrag, für die er ebenfalls bereits als Spieler aktiv war und dort dreimal in Folge Deutscher Meister werden konnte. Zuvor war er zehn Jahre lang bei den Grizzly Adams Wolfsburg aktiv, davon die letzten acht Jahre als Cheftrainer. Gross ist nach dem Schweden Niklas Sundblad die zweite Person der DEL-Geschichte, die sowohl als Spieler (1997–1999) als auch als Trainer (2019) deutscher Meister werden konnte.

## Spielerkarriere
Ab der Saison 1987/88 spielte er bei Sparta Prag. Beim NHL Entry Draft 1988 hatte auch die National Hockey League ein Auge auf Gross geworfen. Die New York Islanders sicherten sich die Rechte an ihm in der sechsten Runde an Stelle 111. Es kam jedoch nie zu einem Wechsel nach Übersee.
Im Sommer 1990 wechselte er nach Deutschland zum EHC Freiburg in die Bundesliga. Nach dem Zwangsabstieg von Freiburg nach der Saison 1992/93 wechselte er zum Mannheimer ERC von der Saison 1993/94 an und blieb dort auch bei den Adler Mannheim bis zu DEL-Saison 1998/99 und wurde in der Zeit dreimal in Folge Meister. Danach wechselte er nach Berlin zu den Berlin Capitals, wo er bis zur Saison 2001/02 spielte. Nach dem Ausschluss der Capitals aus der DEL nach der Saison 2001/02 spielte er für den Verein Berlin Capitals in der Regionalliga Nord-Ost 2002/03 und stieg mit ihm in die Oberliga auf. In der Saison 2003/04 hatte er zwar einen Vertrag, spielte aber kein Spiel mehr.

### Erfolge und Auszeichnungen
- 1997 Deutscher Meister mit den Adler Mannheim
- 1998 Deutscher Meister mit den Adler Mannheim
- 1999 Deutscher Meister mit den Adler Mannheim

## Trainerkarriere

### Anfänge
Erstmals als Trainer arbeitete Gross in der Saison 2000/01 bei den Berlin Capitals während einer Verletzungspause, bevor er beim EHC Freiburg in der Saison 2004/05 als Cheftrainer arbeitete. Anschließend stand er zwischen 2005 und 2008 als Co-Trainer bei den Frankfurt Lions unter Vertrag.

### Zehn Jahre Grizzlys Wolfsburg
Von der Saison 2008/09 an war Pavel Gross Co-Trainer bei den Grizzlys Wolfsburg. Nach dem Weggang von Toni Krinner zum Ligakonkurrenten Hannover Scorpions war er ab der Saison 2010/11 Cheftrainer. Er führte die Niedersachsen 2011, 2016 und 2017 in die DEL-Endspielserie, allerdings wurde jeweils der Titel verpasst und Gross gewann nur eines seiner insgesamt zwölf Finalspiele. Im Januar 2018 wurde bekannt, dass Gross zur Saison 2018/2019 zu den Adlern Mannheim wechseln wird.

### Rückkehr nach Mannheim und erste Meisterschaft als Cheftrainer
Die Vorrunde 2018/19 schloss er mit seiner Mannheimer Mannschaft mit 116 Punkten als Tabellenerster ab; der Punkteschnitt von 2,23 war dabei der höchste seit Einführung der Drei-Punkte-Regel in der Saison 1998/99. In den anschließenden Playoffs gewann er seine erste deutsche Meisterschaft als Cheftrainer, als seine Mannschaft den EHC Red Bull München in fünf Spielen der Best-of-Seven-Serie besiegte. Er gewann die Finalserie gegen die Mannschaft von DEL-Rekordtrainer Don Jackson, nachdem sich seine Teams Jacksons Mannschaften 2011, 2016 und 2017 geschlagen geben mussten. Ihren Titel konnten die Adler in der Saison 2019/20 nicht sportlich verteidigen, da die Playoffs wegen der COVID-19-Pandemie in Deutschland abgesagt werden mussten.
Die Hauptrunde schloss seine Mannschaft auf den zweiten Tabellenplatz ab. In der darauf folgenden Saison dominierten die Adler die DEL-Gruppe Süd; der Punkteschnitt von 2,29 war sogar etwas besser als in der Saison 2018/19. In den Playoffs scheiterte Gross mit seiner Mannschaft im Halbfinale gegen seinen ehemaligen Club aus Wolfsburg. Die Spielzeit 2021/22 verlief jedoch enttäuschend und Gross wurde zusammen mit seinem langjährigen Co-Trainer Mike Pellegrims am 28. März 2022 beurlaubt.

### Erste Trainertätigkeit außerhalb Deutschlands

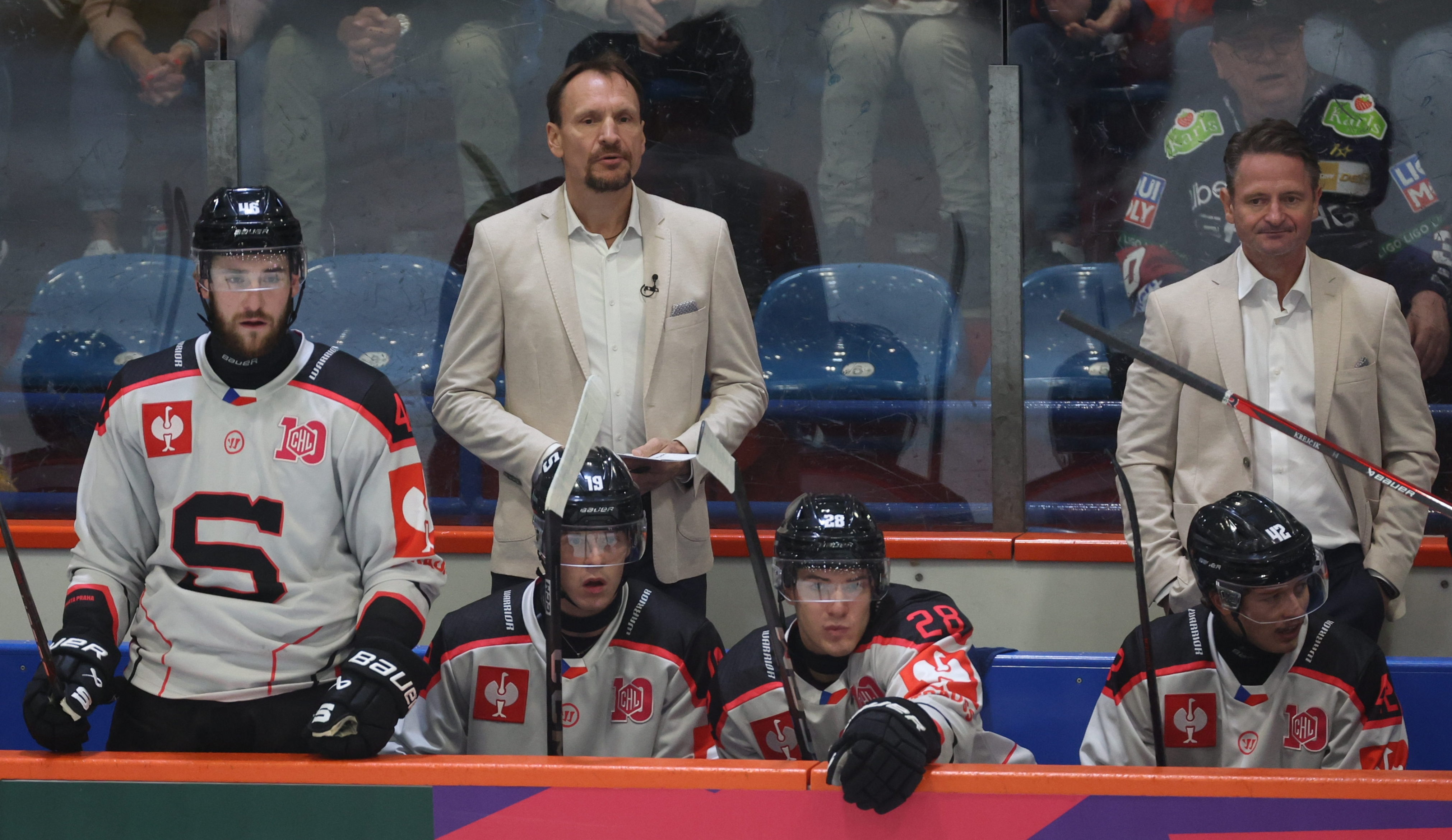
Gross auf der Spielerbank des HC Sparta Prag (2024)

Seit Mai 2023 betreut Gross den HC Sparta Prag in der höchsten tschechischen Spielklasse. Davor war er auch als Nationaltrainer Tschechiens in Erwägung gezogen worden.